# 日本缶詰協会
公益社団法人日本缶詰協会（にほんかんづめきょうかい、英: Japan Canners Association）は、缶詰、瓶詰、レトルト食品を製造する日本の企業・団体を主な会員とする公益社団法人日本缶詰びん詰レトルト食品協会（にほん かんづめ びんづめ れとると しょくひん きょうかい）の旧称 。

## 沿革
- 1905年（明治38年）- 3月、大日本缶詰業連合会が設立。
- 1922年（大正11年）- 6月、缶詰普及協会が設立。8月、缶詰普及協会により『缶詰時報』が創刊。10月、第1回の市販缶詰開缶研究会が開催。
- 1927年（昭和2年）3月15日 - 社団法人日本缶詰協会が設立[1]。大日本缶詰業連合会と缶詰普及協会の事業を継承し、両2団体は発展的に解消。事務所は丸ノ内ビルヂング内にあった。
- 1948年（昭和23年）- 12月、社団法人缶壜詰協会に改組[1]。
- 1950年（昭和25年）- 5月、社団法人日本缶壜詰協会に名称変更[1]。
- 1952年（昭和27年）- 7月、社団法人日本缶詰協会に名称変更[1]。
- 2002年（平成14年）- 3月、『缶詰ラベル博物館』を出版。
- 2012年（平成24年）- 4月1日、公益社団法人に移行[1]。
- 2014年（平成26年）- 4月1日 - 公益社団法人日本缶詰びん詰レトルト食品協会に名称変更[1]。

## 関連人物
- 星野佐紀 - 協会長（1929年）[4]。海外実業練習生出身。
- 牧朴真 - 協会長（1933年） [5]。
- 南金作 - 協会の書記（1933年）。[注釈 1]

## 過去の関連団体
- 日本缶詰貿易協会（閉鎖機関）
- 真空食品普及協会（真空食品協会）
- 大日本防空食糧株式会社

## 発行物
- 「缶詰ラベル博物館」（英: The World Of Can Labels）、2002年。